# Hichem Ben Ahmed
Pour les articles homonymes, voir Ben Ahmed (homonymie).
Hichem Ben Ahmed (arabe : هشام بن احمد), né le 22 juin 1968 à Bizerte, est un homme politique tunisien.

## Biographie
Hichem Ben Ahmed possède une maîtrise en hautes études commerciales, avec une spécialité marketing. Il a également obtenu un diplôme d'études supérieures en gestion d'entreprise (option tourisme) à l'Institut des hautes études commerciales de Carthage.
Il entre au ministère du Commerce en 1997 comme chargé de mission et conseiller du ministre,. De 2002 à 2004, il est directeur et conseiller auprès de la direction générale de l'Office du commerce de la Tunisie. Il devient ensuite secrétaire général du gouvernorat de Ben Arous jusqu'en 2008, avant de devenir directeur central à Tunisair et directeur général de Tunisair Handling.
De 2010 à 2011, il est gouverneur de Mahdia.
Il est membre fondateur du Centre des jeunes dirigeants de l'Union tunisienne de l'industrie, du commerce et de l'artisanat ainsi que du Forum arabe des associations des jeunes dirigeants, dont il est également trésorier.
Enseignant à l'École supérieure de commerce de Tunis, il est également membre du conseil d'administration de l'Agence tunisienne de certification électronique et membre du bureau national de l'Organisation tunisienne de l'éducation et de la famille. Il a par ailleurs présidé la Zitouna Sports.
Il est l'un des premiers à rejoindre le parti Nidaa Tounes, dont il devient membre du bureau exécutif. Il en démissionne en janvier 2016, le parti s'éloignant, selon lui, « des attentes de ses électeurs ». Il rejoint, en juin de la même année, le bureau politique d'Afek Tounes et préside son second congrès national en 2017 mais gèle son adhésion au parti le 18 décembre de la même année.
Le 27 août 2016, il devient secrétaire d'État au Transport auprès du ministre du Transport, Anis Ghedira dans le gouvernement de Youssef Chahed. Le 6 septembre 2017, il devient secrétaire d’État auprès du ministre du Commerce chargé du Commerce extérieur. Le 5 novembre 2018, il est désigné ministre du Transport. Dans ce cadre, il est négociateur en chef de la Tunisie pour les négociations de l'accord de libre-échange complet et approfondi (Aleca).
Tête de liste de Tahya Tounes lors des élections législatives de 2019, il est élu député de la deuxième circonscription de Tunis.